# Belinda Hocking
Belinda Jane Hocking (Wangaratta, 14 settembre 1990) è un'ex nuotatrice australiana.

## Palmarès
- Mondiali

Shanghai 2011: argento nei 200m dorso e bronzo nella 4x100m misti.
Barcellona 2013: argento nei 200m dorso.
- Giochi PanPacifici

Irvine 2010: bronzo nei 200m dorso.
Gold Coast 2014: oro nei 200m dorso e argento nei 100m dorso.
- Giochi del Commonwealth

Glasgow 2014: oro nei 200m dorso e nella 4x100m misti e bronzo nei 100m dorso.